# كأس العالم لسباق الدراجات على الطريق للسيدات 2010
كأس العالم لسباق الدراجات على الطريق للسيدات 2010 هو الموسم 13 من  كأس العالم لسباق الدراجات على الطريق للنساء. أشرف على تنظيمه الاتحاد الدولي للدراجات، وفاز فيه ماريان فوس، وإيما جوهانسون، وكيرستن وايلد، وفاز بالمركز الثاني  إيما جوهانسون، وفاز بالمركز الثالث  كيرستن وايلد.